# Bristol (Florida)
Bristol è una città degli Stati Uniti d'America situata in Florida, nella Contea di Liberty, della quale è il capoluogo.